# Malešići (samhälle i Bosnien och Hercegovina, lat 43,93, long 18,28)
Malešići är ett samhälle i Bosnien och Hercegovina.   Det ligger i entiteten Federationen Bosnien och Hercegovina, i den centrala delen av landet, 11 km nordväst om huvudstaden Sarajevo. Malešići ligger 624 meter över havet och antalet invånare är 795.
Terrängen runt Malešići är kuperad. Runt Malešići är det ganska tätbefolkat, med 93 invånare per kvadratkilometer.. Närmaste större samhälle är Sarajevo, 10,7 km sydost om Malešići.
Omgivningarna runt Malešići är en mosaik av jordbruksmark och naturlig växtlighet.